# وبر

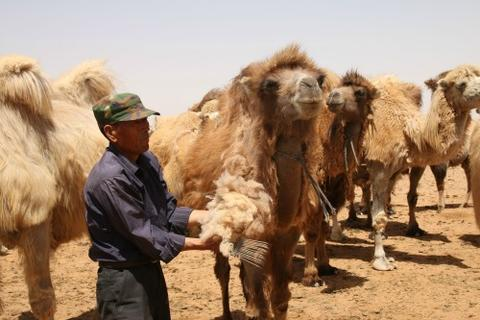

الوَبَر هو الشعر الذي يغطي جسم الإبل ولكن يمكن ان يطلق على الشعر الموجود على كل من الألبكة أو اللاما أو الفيكونيا أو اليربوع أو القطاس أو ماعز الأنغورة «الموهير» أو ماعز التبت أو ماعز الكشمير.
يوجد بكثافة على الرأس والرقبة والأكتاف في الإبل ذات السنام الواحد وتزداد كثافته في الإبل ذات السنامين نظراً لبرودة المناطق التي تعيش فيها. ويمتاز الوبر بقلة توصيله للحرارة. ويمتاز الوبر عن الصوف والشعر بميزات عدة أهمها:
المتانة – الخفة – القلة. ويتميز الوبر بنعومة الملمس ولون وبر الجمل بني يتدرج من الأبيض إلى الأسود تقريبا حسب نوع الإبل وأفضل أنواعها واغلاها الأسود.

## أنواع الوبر
يوجد نوعان من الوبر:
1. وبر ناعم: يقصد به وبر أو مايماثلها (عدا أنواع الماعز الشائعة)، أو الأرانب (بما فيها أرانب الأنجورا) والأرانب البرية، أو القندس أو الراجوندان أو فأر المسك.
2. وبر خشن: يقصد به وبر الحيوانات غير المذكورة أعلاه، عدا الوبر والشعر لأصناف الفراجين «الفرش» وشعر الخيل.

## إنتاج الوبر
وهناك اختلاف كبير في إنتاج الإبل من الوبر تبعاً لعروق وسلالات الإبل (العاني - موسوعة الإبل). ففي الإبل ذات السنامين تتراوح كمية الوبر المنتج سنوياً للرأس الواحد حوالي 1-5 كغ في حين تبلغ كمية الوبر المنتج من الإبل العربية ذات السنام الواحد 1-1.5 كغ.
يعتبر إنتاج الوبر ذو أهمية اقتصادية كبرى لبعض المجتمعات وخاصة مجتمعات البدو (صابر - الإبل بستان العرب). وتشتهر كل من منغوليا، والصين وأفغانستان بإنتاجها الكبير من الوبر (الصانع - الإبل العربية).
وغالباً ما يتساقط الوبر من أجسام الإبل في أواخر فصل الربيع وبداية فصل الصيف. وفي الغالب فإن العرب تجز الوبر يدوياً أو باستخدام المقص اليدوي. وبالنظر إلى ارتفاع أسعار الوبر فقد تطورت طرق جمع الوبر من خلال حلاقة الوبر باستخدام آلة جز كهربائية.
وتبدأ الحلاقة بإزالة الوبر من منطقة الوجه وبعد الانتهاء من حلاقة الوبر يقوم المربي بدهن الإبل بالسمن البلدي ومرهم الكبريت والخل وذلك للحصول على طراوة الجلد والقضاء على الجرب الجلدي. وأول حلاقة للجمل تبدأ بعمر 3 شهور حيث تكون نوعية الوبر في الإبل الصغيرة من النوع الجيد لنعومته، وبتقدم العمر تزداد خشونة الوبر الناتج وتقل كميته حيث تجري عملية حلاقة الوبر مرة واحدة سنوياً وعادة في بداية موسم الربيع. وتعطي الإبل ذات السنامين إنتاجاً أغزر من الإبل العربية كما أن نوعيته أفضل.